# 冠忠巴士集團

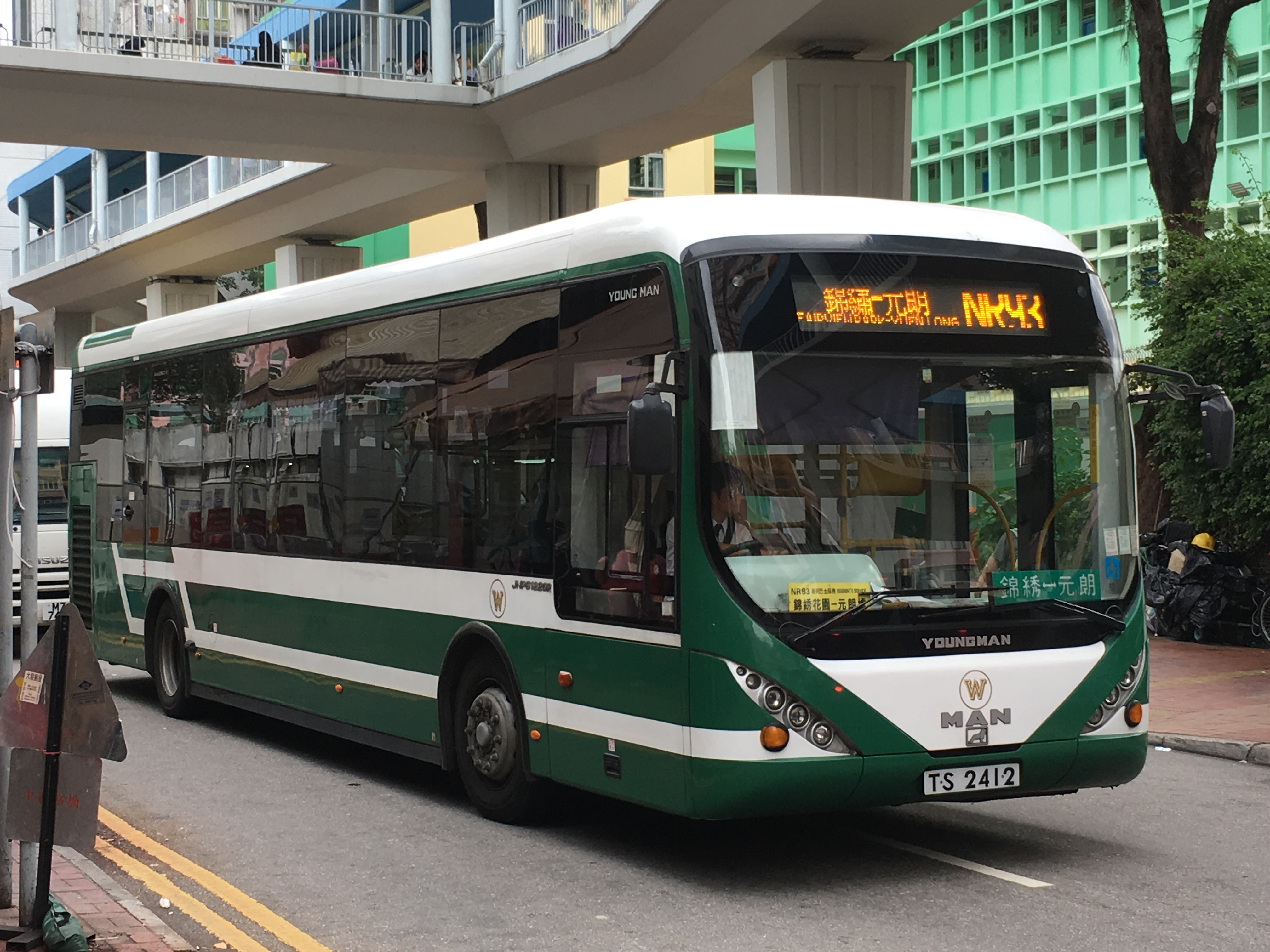
冠忠青年汽車單層巴士。車頭掛有MAN的標誌表示發動機由該公司提供

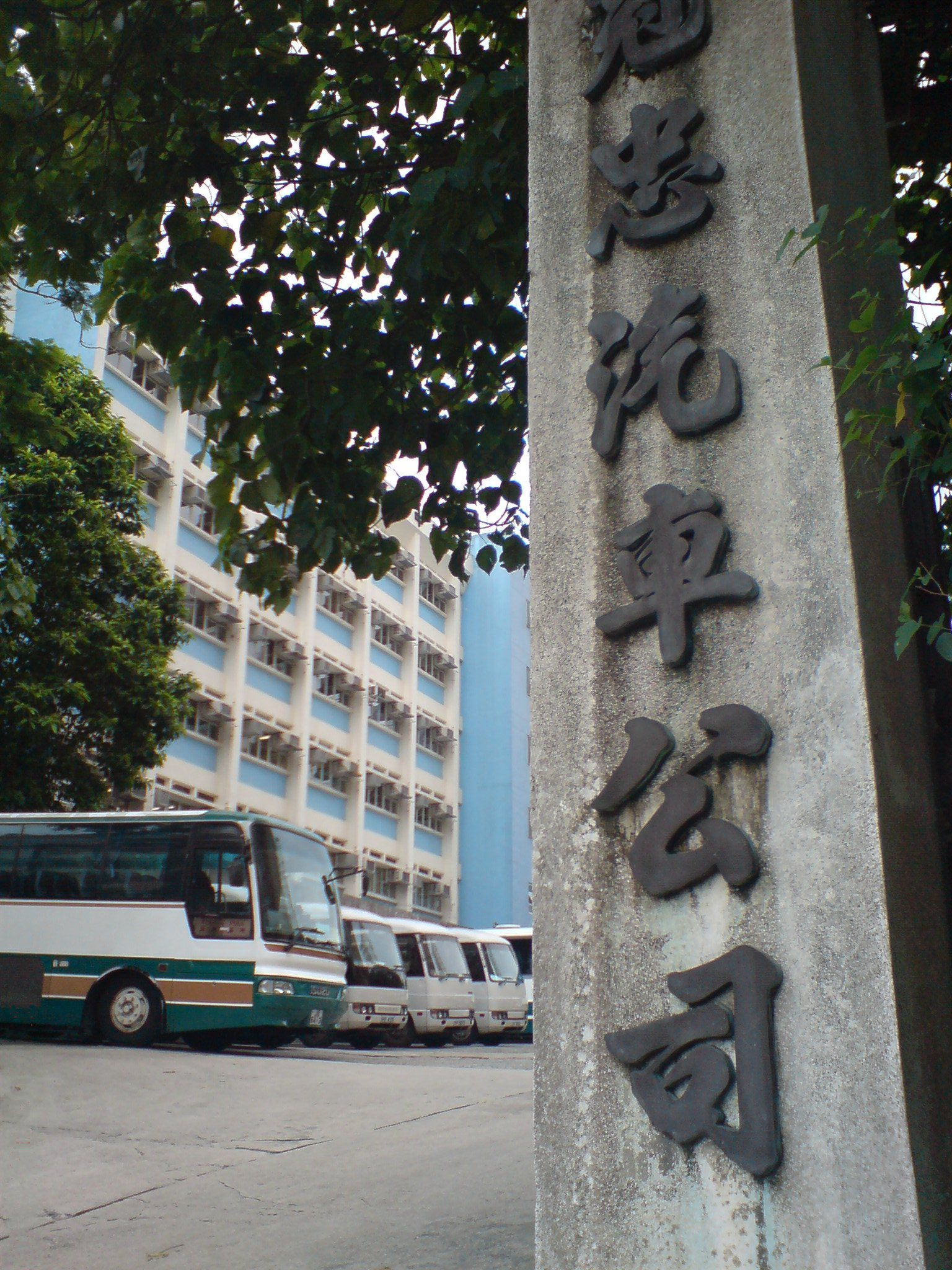
冠忠巴士公司位於寶馬山的停車場

冠忠巴士集團有限公司（港交所：0306）是一家在香港交易所上市的公共事業公司，在1948年由黃冠忠創立，最初提供汽車清潔服務，其後於1950年代提供學童保姆車服務，於1960年代末期發展巴士客運服務，接載學童及僱員，至1980年代，拓展屋邨居民巴士業務。
現時冠忠巴士集團有限公司的主要業務是在中港經營巴士服務及非專利及其他巴士服務，以及大嶼山區巴士服務（新大嶼山巴士路線及大嶼山區的專線小巴路線），目前是香港最大規模的非專利巴士公司，及唯一同時擁有專利巴士、專線小巴及非牟利復康巴士的巴士公司。公司最大股東是基信有限公司（黃良柏間接全資擁有之遠諾國際有限公司的子公司），而公司總部設於柴灣創富道8號，城巴創富道車廠三樓。

## 歷史
1948年，已故創辦人黃冠忠創立冠忠巴士集團，最初經營範圍並非巴士服務，而是汽車清潔服務。
1950年代，冠忠巴士集團開始提供學童保母車服務，並於1960年代末期提供非專營巴士業務。1980年代起，冠忠巴士開展居民巴士、跨境巴士及內地城市巴士業務，現在冠忠巴士集團成為香港境內最大非專營巴士公司之一。
1997年，冠忠巴士集團收購泰豐遊覽車有限公司及Trade Travel (Hong Kong) Limited，擴大香港非專營巴士的佔有率。
1999年9月，新創建集團旗下First Action Developments Limited收購冠忠巴士集團20%股權。
2012年至2013年3月底止年度（去年），冠忠的銷售收益有20.75億元，按年增加7.9%。年度溢利則有1.18億元，按年卻倒退14.2%。目前冠忠的業務主要分為非專利巴士、專利巴士、跨境巴士、旅遊以及酒店。當中以非專利巴士為核心業務，去年的銷售收益連同其他收入，為集團總收入貢獻了約80%之多。
2014年4月6日冠忠巴士（0306）宣布，獲行政總裁兼執行董事黃良柏全資擁有的基信溢價提出全數收購股份，向大股東Wong Family Holdings及主要股東新創建（0659）旗下First Action，分別收購131,880,981股及121,593,019股，涉資約5.83億元，即每股約2.30元，佔公司已發行股本共60.21%，成為冠忠巴士的控股股東。
2014年12月1日，冠忠巴士集團有限公司指控雨傘革命影響巴士以及跨境巴士服務，向高等法院申請禁制令，法院裁定原告跨境全日通有限公司勝訴。
2016年9月，冠忠巴士集團以1.95億元收購友聯旅遊巴士、廣東韶關國友及友聯汽車修理。
2018年11月，冠忠巴士集團發出盈利警告，至2018年9月底止中期純利將不多於4000萬元，上半年純利或將大跌超過六成。欠缺出售資產的特殊收益、油價推升成本和因港珠澳大橋通車而開展跨境巴士業務造成巨大開支是盈警主因。
2019年6月1日，冠忠集團旗下「冠忠無障礙交通服務有限公司」（Kwoon Chung Inclusive and Accessible Transport Services Company Limited）開始營辦復康巴士穿梭服務。
2020年11月，冠忠巴士發出盈警，指由於疫情爆發後，政府實施嚴格的防疫措施，導致收入大減，預期中期虧損不少於8000萬元。

## 主要附屬公司
冠忠巴士集團的主要附屬公司如下：
- 冠忠遊覽車有限公司
  - 提供巴士、旅遊車租賃及旅遊相關服務
- 冠利服務有限公司
  - 提供居民巴士、旅遊車租賃及旅遊相關服務
- 大嶼旅遊有限公司
  - 提供旅遊車租賃及旅遊服務

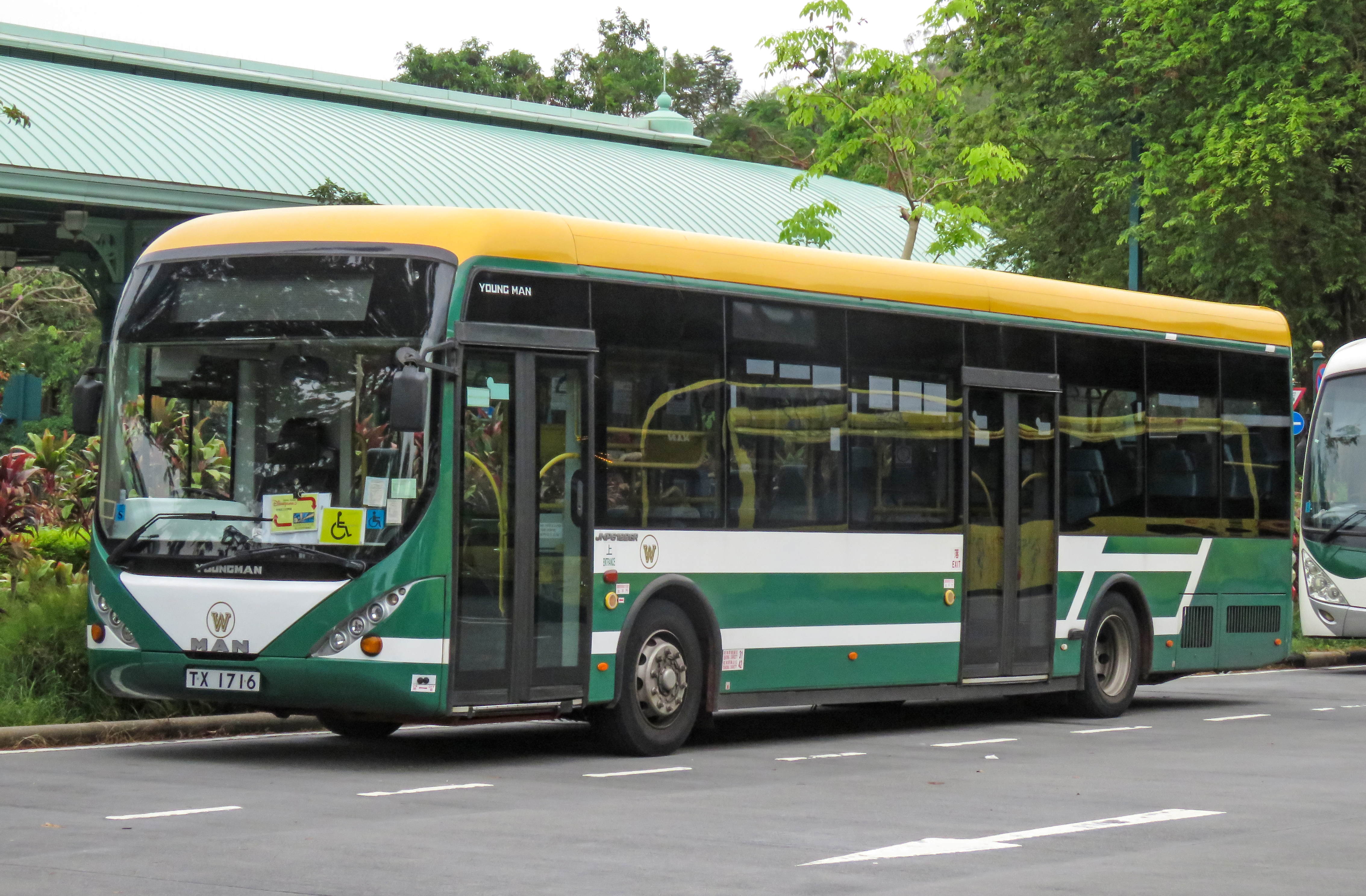
一輛冠忠巴士於香港迪士尼樂園

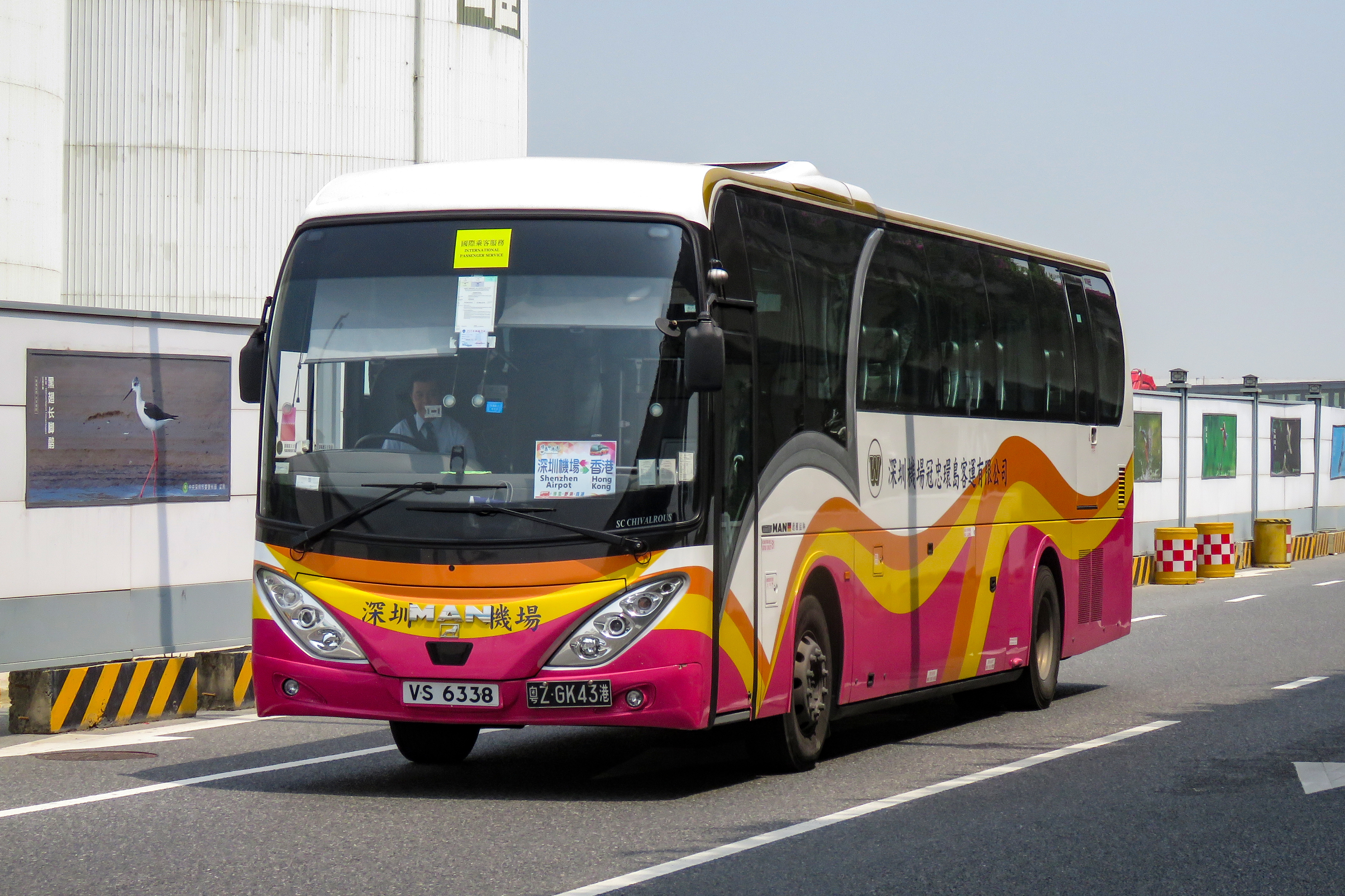
深圳宝安国际机场至香港的環島旅運巴士

- 新大嶼山巴士（1973）有限公司（持有 99.99% 股權）
  - 提供巴士及旅遊相關服務
- 泰豐遊覽車有限公司
  - 提供旅遊車租賃及旅遊相關服務
  - 提供機場快綫穿梭巴士服務（已取消）
- Trade Travel（Hong Kong） Limited
  - 提供轎車、小巴及旅遊車租賃服務
- 環島旅運有限公司
  - 乃香港的跨境巴士公司，於1973年成立，原屬晨達永安擁有，在2003年11月將全部股權轉讓給冠忠巴士集團。現時為來往香港及廣東省和深圳機場巴士之主要營運商。環島旅運現經營往返香港及廣東省的跨境巴士服務，以「環島大陸通」作為品牌名稱。而環島旅運的附屬公司環球汽車有限公司於1968年成立，現經營本港及粵港跨境轎房車和旅遊巴士的租賃服務的「尊車會」及往返香港國際機場及酒店之穿梭巴士服務的「機場酒店通」。2003年11月：晨達永安將環島的全數股權，轉讓給冠忠巴士。2004年8月，環島旅運收購通寶巴士行走中港跨境巴士業務的 92.3% 股權，成為通寶環島過境巴士服務有限公司。現時提供一項新服務，命名為「經深飛」。此項服務是深港合作方將機票與車票進行捆綁銷售，航空與地面運輸無縫接駁，內地57個城市實現一票通香港。此舉開創了內地城市往返香港的運輸新模式。乘客可在太子、尖沙咀、上環（信德中心）及港鐵九龍塘站進行預辦登機手續，再乘專車前往深圳寶安國機機場。2011年4月27日，冠忠屬下環島旅運收購中港通全數股權，結束兩間公司一直於深圳機場線之競爭。
- 環島大陸通
  - 提供連接香港市區或香港國際機場前往中國廣東省的客運服務
  - 專營經深飛服務（即來往深圳寶安國際機場及香港市區或香港國際機場的客運服務）
- 冠亮發展有限公司
  - 新界區專線小巴901線專線小巴（港珠澳大橋香港口岸 - 東涌北）服務營辦商
- 港珠澳大橋穿梭巴士有限公司
  - 與港珠澳陸路交通運輸（澳門）股份有限公司及珠海粵拱信海運輸有限責任公司聯營港珠澳大橋穿梭巴士服務。
- 冠忠無障礙交通服務有限公司（非牟利機構）
  - 復康巴士穿梭服務的服務營辦商。
  - 專為殘疾人士、長者、行動不便人士及其陪同者而設，服務方式與專線小巴相近，以循環形式行走，乘客可於途經的任何地點上落，乘客可把現金（不設找續）放入錢箱或可使用八達通卡、 AlipayHK「易乘碼」支付車資。

## 車隊

### 現役車隊

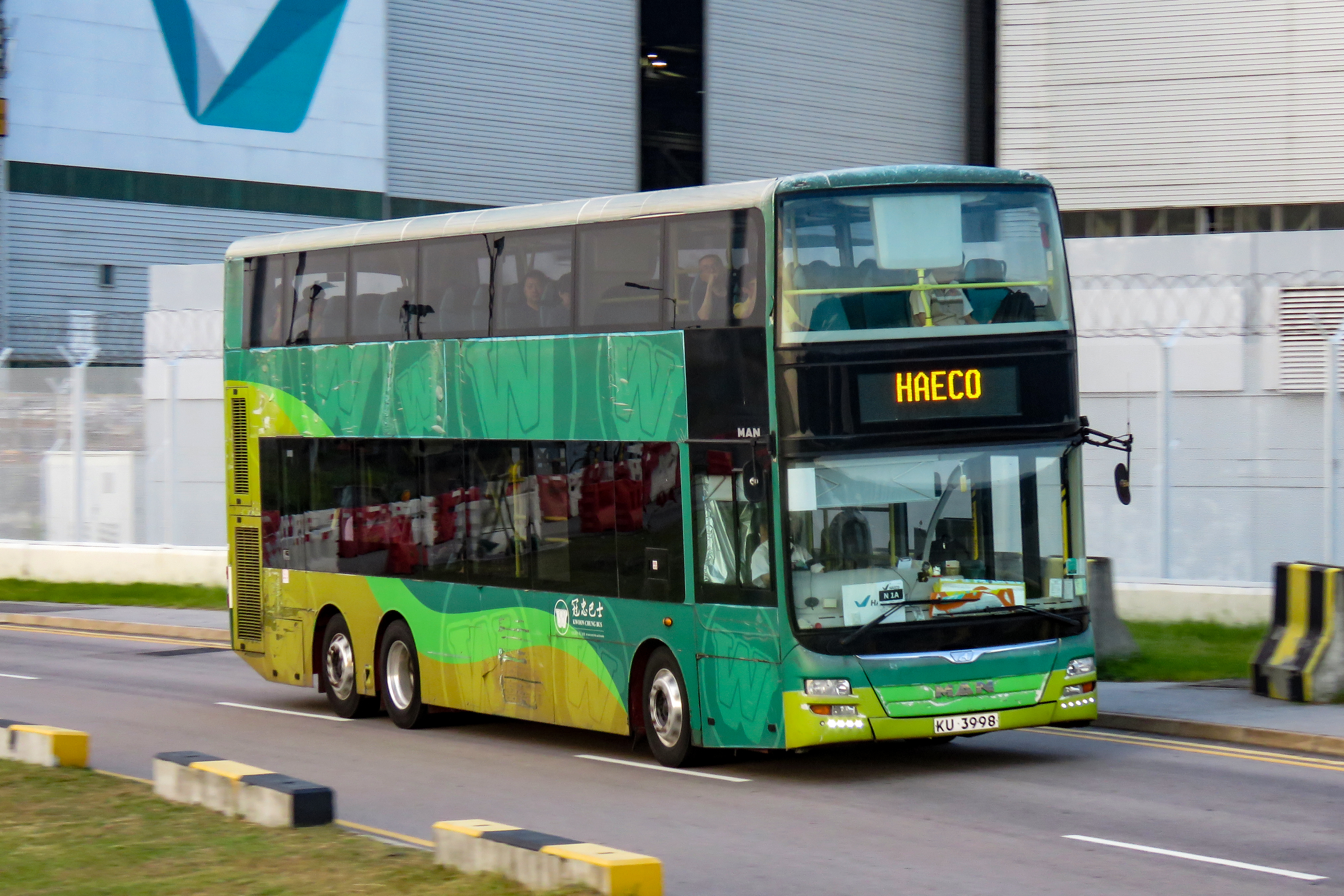
冠忠巴士猛獅ND323F行駛香港飛機工程員工通勤巴士

冠忠巴士的車隊以客車為主，亦有少量中型巴士，型號如下：
- 斯堪尼亞K360IB：亞洲Aero車身+SC Chivalrous車身
- 斯堪尼亞K410IB：SC Chivalrous車身（以行駛過境線為主）
- 斯堪尼亞K280IB：捷聯JL-010M車身
- 猛獅18.360 HOCL/R（歐盟V型）（A91）：亞洲Aero車身+InterCoach Lion's Smart車身+MTrans MM10車身+宇通車身
- 猛獅18.350 HOCL/R（歐盟IV型）（A91）：中港之星車身+亞洲Aero車身+MTrans MM10車身+MTrans MM20車身
- 猛獅18.280 HOCL/R（歐盟IV型）（A91）：中港之星車身
- 猛獅18.360 HOCL/R（歐盟V型）（R33）：亞洲Aero車身+Inter Coach車身
- 猛獅CO19.360 HOCL/R（歐盟V/VI型）（RR2）：亞洲Aero車身(部份車輛車尾不設尾窗)+Inter Coach車身+SC Chivalrous車身(車尾不設尾窗)+彭順國際客車廠車身（左軚版本）(以行駛過境線為主)+MARCOPOLO AUDANCE 800車身
- 猛獅IC19.360 HOCL/R（歐盟VI型）（RR8）：亞洲Aero車身(車尾不設尾窗)+SC Chivalrous車身(車尾不設尾窗)+廈門金龍車身(車尾不設尾窗)+彭順國際客車廠車身(裝設白色led路線顯示屏，以行駛錦繡花園專線為主)
- 猛獅IC19.290 HOCL/R（歐盟V型）（RR8）：Inter Coach車身
- 猛獅ND323F HOCL/R（歐盟V型）（A95）：彭順國際客車廠車身
- 猛獅NL323F HOCL/R（歐盟V/VI型）（A22）：彭順國際客車廠車身(裝設橙黃色led路線顯示屏，以行駛香港迪士尼樂園度假區酒店穿梭巴士為主)
- 五十鈴LV434C：中港之星車身+亞洲Aero車身（車尾不設尾窗）
- 五十鈴LT434C（歐盟VI型）：捷聯JL-010M車身
- 大宇BH117:亞洲Aero車身（部分車輛車尾不設尾窗）
- 宇通ZK6119HC：宇通車身
- 廈門金龍XMQ6118：廈門金龍車身
- 廈門金龍XMQ6118Y：廈門金龍車身
- 豐田Coaster17座石油氣小巴，24/28座旅遊巴
- 三菱Rosa24/29/30座旅遊巴，復康巴士(車輛由運輸署提供)
- 梅賽德斯-賓士OC500RF : 亞洲Aero車身（部份車輛車尾不設尾窗）+SC Chivalrous車身（以行駛過境線為主）+上海申龍車身
- 上海申龍客車SLK6112LYA
- 青年客車 JNP6100R
- 宇通ZK6930H

在星期六、日及公眾假期等較多遊客前往大嶼山的日子，冠忠旗下各子公司的車隊亦會以加班車的身份行走嶼巴各路線。

### 退役車隊
- 猛獅10.160 HOCL/R（歐盟II型）：Volgren車身
- 猛獅11.220 HOCL/R（歐盟III型）（469）：MTrans MM20車身
- 猛獅13.220 HOCL/R（歐盟II型）（A53）：亞洲M II車身
- 猛獅18.310 HOCL/R（歐盟III型）（A51）：中港之星車身+亞洲Aero車身+亞洲Zodiac車身+亞洲4E III車身+亞洲Spacestar車身+SC Chivalrous車身+SC Cruiser車身+Creative車身+Berkhof Axial 50 Facelift車身+Noge Touringstar車身
- 猛獅18.360 HOCL/R（歐盟III型）（A51）：MTrans MM10車身+SKS e128i車身
- 猛獅18.400 HOCL/R（歐盟III型）（A51）：Berkhof Axial 50 車身
- 三菱扶桑MM828MRHDAA：三菱扶桑車身
- 三菱扶桑MM117L：三菱扶桑車身
- 三菱扶桑BM117L：捷聯JL02車身+新亞車身+亞洲1991車身+亞洲1994車身
- 日產柴油RP210NSN：富士重工Industries 7E車身
- 五十鈴MT112L：捷聯JL02車身+新亞車身
- 五十鈴LT133L：富士重工Industries 7E車身+亞洲Spacestar II車身（重組車身）+亞洲1994車身+亞洲1996車身+捷聯JL03車身+中港CK1995車身+捷聯仿古車身+新亞車身
- 五十鈴LT132L：亞洲M II車身+亞洲Spacestar II車身
- 五十鈴LT132P：亞洲M II車身+亞洲Spacestar II車身
- 五十鈴LT134P：捷聯JL-05車身+SC Chivalrous車身+SC Evolution II車身
- 五十鈴LT134L：SC Evolution II車身
- 五十鈴LV423R：中港之星車身+中港CK2004車身+中港CK2000車身+亞洲Spacestar II車身+亞洲4E III車身+亞洲4E II車身+亞洲M II車身+Creative車身
- 猛獅24.310 HOCL-NLDD（歐盟II型）：Berkhof車身
- 斯堪尼亞K113CRB：亞洲Aero車身（重組車身）+IRIZAR Century II車身+Jurutech車身+一友車體車身
- 斯堪尼亞K113CLB：一友車體車身+POC車身（以行駛過境線為主）
- 富豪B7R：亞洲M I車身+亞洲M II車身+亞洲4E II車身+SC Elite車身
- 斯堪尼亞K124IB：IRIZAR Century II車身
- 斯堪尼亞K114IB：IRIZAR Century II車身
- 斯堪尼亞L94IB：IRIZAR InterCentury II車身
- 斯堪尼亞K94IB：中港之星車身＋中港CK2004車身+亞洲Aero車身
- 斯堪尼亞K310IB：中港之星車身+亞洲Aero車身+捷聯JL-09車身
- 斯堪尼亞K280IB：亞洲Aero車身
- 丹尼士三叉戟（歐盟II型）：Duple Metsec車身

## 涉及交通意外
2018年2月3日凌晨，一輛載有多名乘客的冠忠巴士，沿北大嶼山公路慢線往赤鱲角機場方向行駛至近欣澳時，巴士疑抽頭駛過前方吊臂車，左邊車頭撞到吊臂車右邊車尾，巴士繼而失控撞向石壆，滑行超過100米才停下，16人受傷。
2018年11月30日凌晨，冠忠巴士一輛由將軍澳接載國泰航空和其他機場公司員工上班的旅遊巴，在青衣長青公路近青衣西北交匯處從後撞向一輛「死火」的士，3名旅遊巴乘客及旅巴司機被拋出車外，旅巴司機留醫5天後死亡，共釀成6死逾30人受傷。事後運輸署證實涉事旅遊巴並未領有僱員服務批註，只領有酒店服務、學生服務及合約式出租服務的批註。

## 中国大陆合资公司
冠忠亦曾在中国大陆多个城市拥有合资公司，但現時均已出售或結業。
- 廣州市第二巴士有限公司（已出售[11]）
- 重慶冠忠公共交通集團有限公司（已结业）
- 上海冠忠巴士（已兼并）
- 大连冠忠公共交通有限公司（已结业）
- 汕头冠忠巴士有限公司（2012年已结业）

## 外部連結
- 冠忠巴士集團 （页面存档备份，存于）
- 冠忠遊覽車有限公司 （页面存档备份，存于）
- 環島旅運有限公司
- 泰豐遊覽車有限公司 （页面存档备份，存于）
- 冠亮發展有限公司 （页面存档备份，存于）
- 香港巴士大典上的相关条目：冠忠巴士